# جشنواره فیلم یهودی تورنتو
جشنواره فیلم یهودی تورنتو (انگلیسی: Toronto Jewish Film Festival) با نام مخفف (TJFF) یک جشنواره فیلم سالیانه است که هر ساله در شهر تورنتو، واقع در کشور کانادا برگزار می‌گردد. این جشنوراه را یکی از بزرگترین جشنواره‌های فیلم یهودی در دنیا می‌دانند. جشنواره فیلم یهودی تورنتو نخستین بار در سال ۱۹۹۳ برگزار شد.
در سال ۲۰۱۴ این جشنواره از ۱ تا ۱۱ ماه مه برپا بود و در آن ۱۱۶ فیلم از ۲۳ کشور جهان شرکت داشتند.